# Reprise Records
Reprise Records – wytwórnia założona w 1960 roku przez Franka Sinatrę, w celu zwiększenia wolności i niezależności w wydawaniu swoich nagrań. Inni członkowie Rat Pack – Dean Martin i Sammy Davis Jr. także przenieśli się do tej wytwórni. Redd Foxx wydawał w niej swoje nagrania w czasach, kiedy nie była ona jeszcze tak znana. Gościnnie w Reprise wydawał również Bing Crosby (na przykład album Return to Paradise Islands z 1964 roku). Reprise Records została sprzedana Warner Bros. Records na początku 1963 roku. Wydawała w Stanach płyty Jimiego Hendrixa. Dziś swoje płyty nagrywają w niej takie zespoły, jak m.in. Green Day, Disturbed, The Used czy My Chemical Romance.